# Telègraf d'ordres

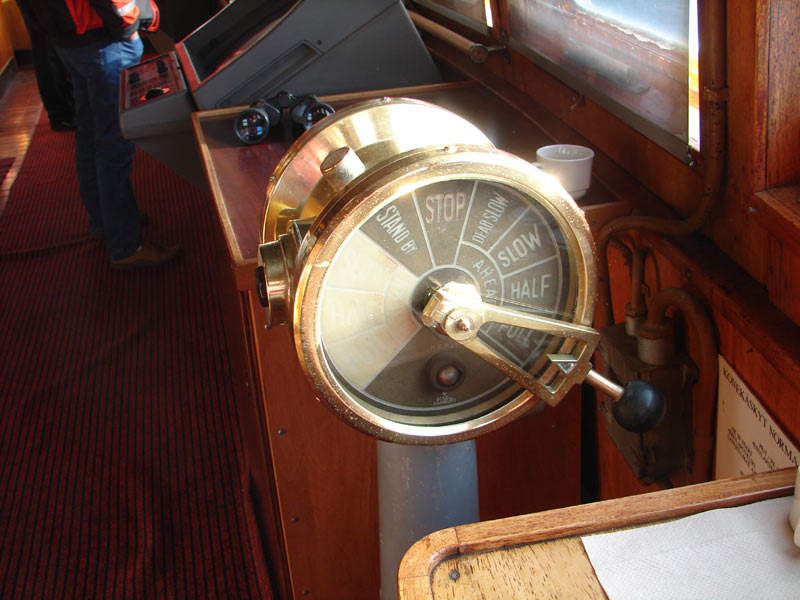
Telègraf en el pont (en anglès)

El  telègraf d'ordres  és un dispositiu instal·lat al pont d'un vaixell amb una rèplica a la sala de màquines, mitjançant del qual es transmeten les ordres de graus de marxa desitjats.
Té per objecte ser un mitjà eficaç i indubitable de comunicació. El pilot acciona el mecanisme seleccionant una posició o grau de marxa, això fa sonar una alarma a la sala de màquines i en el pont i només quan l'oficial maquinista respon igualant en el seu telègraf la posició de l'agulla selectora l'alarma cessa, informant ambdós extrems que l'ordre va ser rebuda i interpretada correctament.
Avui dia, la planta propulsora dels vaixells moderns es comanda directament des del pont però per tradició se segueix denominant al sistema de comandament a distància de la mateixa manera i es manté, encara que en forma més sofisticada la forma de l'antic telègraf.

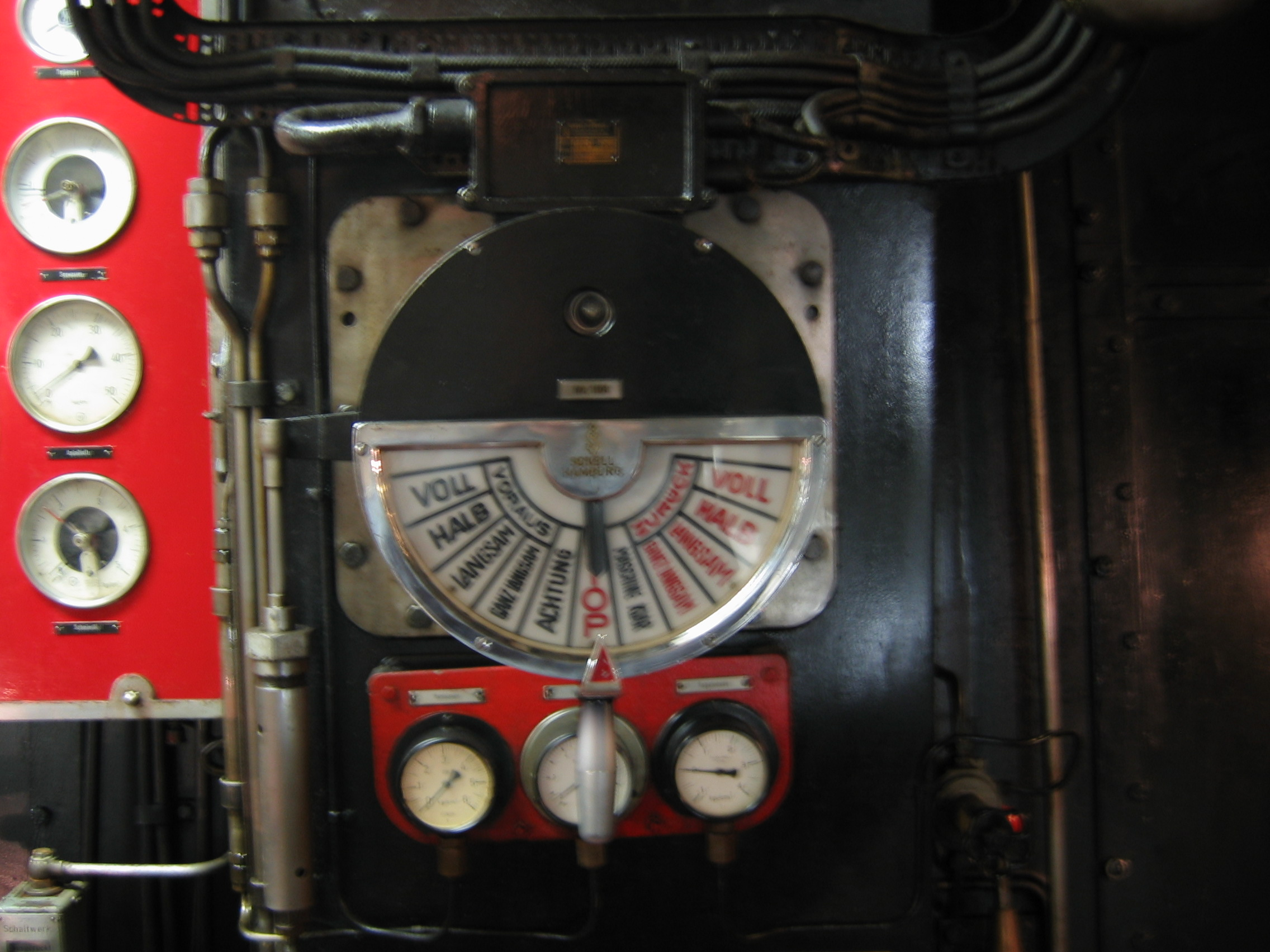
Telègraf en màquines (en alemany).

En les fotografies de la dreta es visualitzen ambdós extrems del sistema de telègraf (encara que no del mateix vaixell).
Graus de marxa:
- Avant tota (full ahead).
- Avant mitja (half ahead).
- Avant poca (slow ahead).
- Avant molt poca (dead slow ahead).
- Atenció (stand by).
- Para (Stop).
- Llest de màquines (optatiu) (Finished with engine).
- Enrere molt poca (dead slow astern).
- Enrere poca (slow astern).
- Enrere mitja (half astern).
- Enrere tota (full astern).